# Jardín del Turia

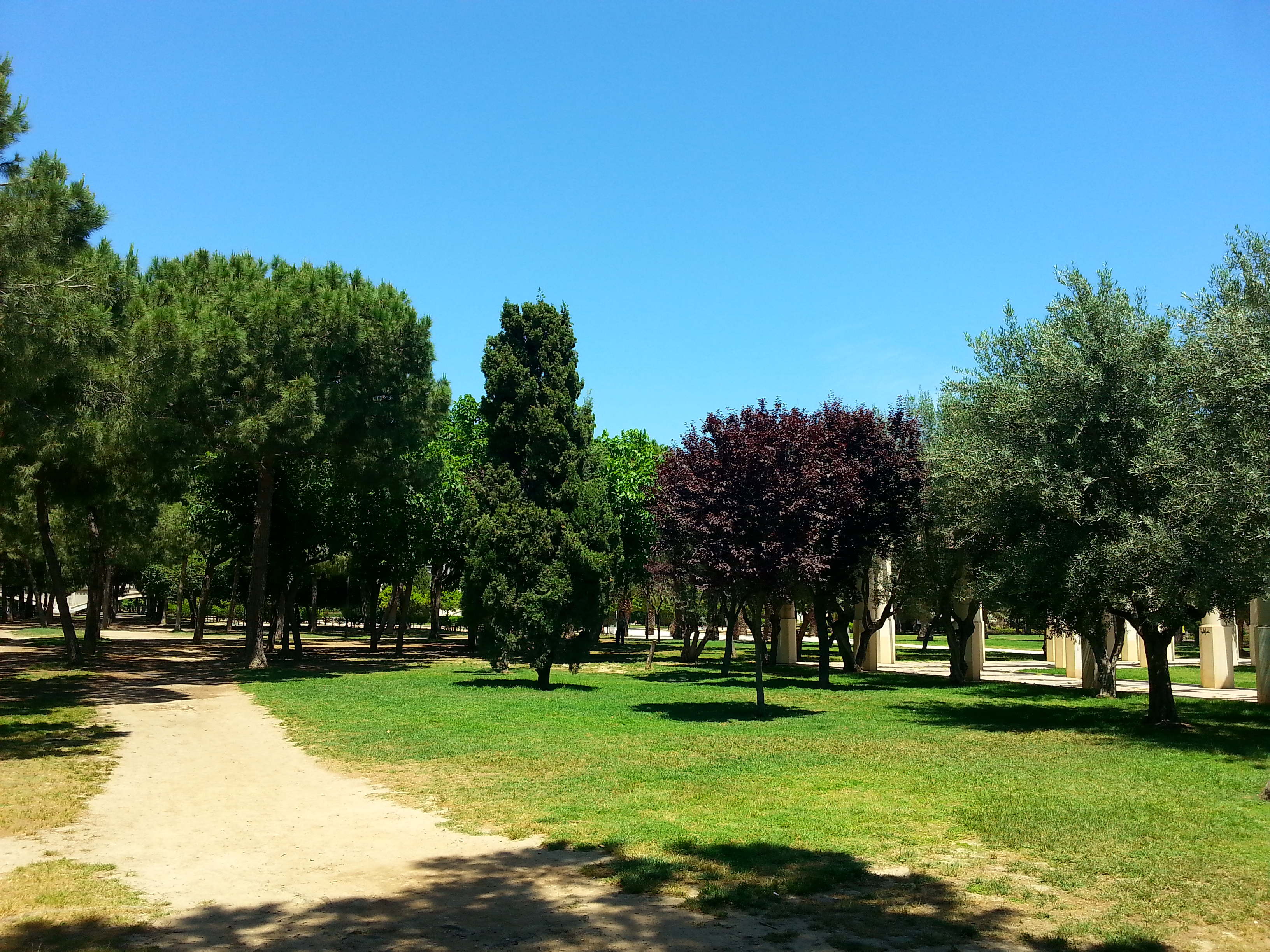
Abschnitt XI des Jardín del Turia (2015)

Der Jardín del Turia (deutsch Garten des Turia, gelegentlich auch im Plural als Jardines del Turia bezeichnet) ist eine Parkanlage in der spanischen Hafenstadt Valencia.
Sie wurde in den 1980er-Jahren im alten Flussbett des Rio Turia angelegt, nachdem dieser nach der Großen Flut von Valencia in den 1960er Jahren umgeleitet worden war.

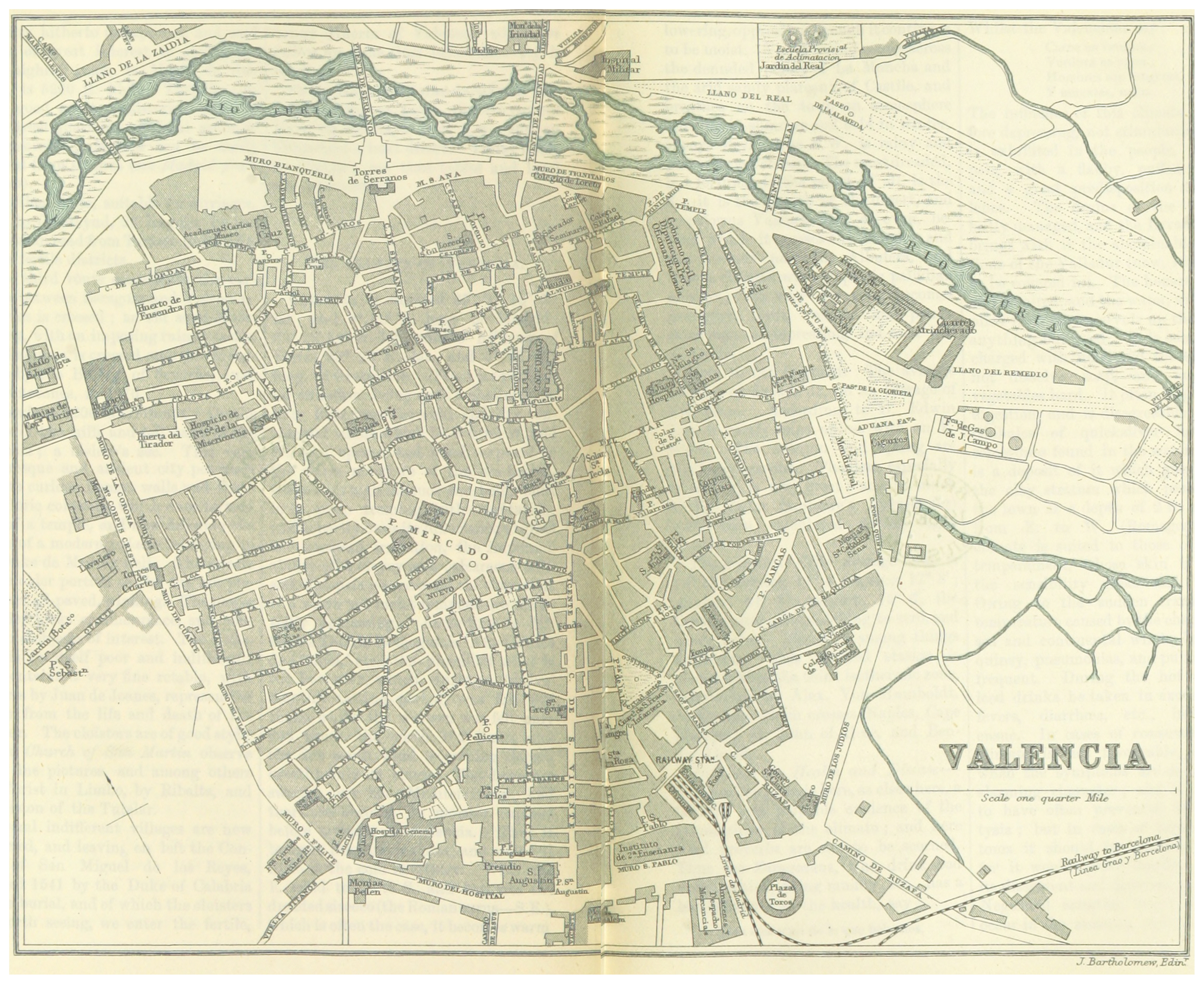
Ehemaliger Flussverlauf des Río Turia (1895)

## Geschichte
Als die Stadt Valencia zur Zeit der Römer im Jahr 138 v. Chr. gegründet wurde, wählten diese den Standort aufgrund der günstigen Lage am gewundenen Ende des Turia. Der Ort der Gründung lag damals an einer höhergelegenen Stelle, die von Überschwemmungen verschont blieb. Zu diesem Zeitpunkt lag der Meeresspiegel allerdings etwa vier Meter unter dem heutigen Niveau.
Der Fluss diente nicht nur der Wasserversorgung der Stadt, sondern auch als natürlicher Wassergraben bei der Verteidigung der Stadt. Der Fluss war weiterhin für kleine Boote schiffbar, sodass Güter darauf transportiert werden konnten.
Bis zum Mittelalter bestand diese Möglichkeit, den Fluss mit Booten zu befahren. Das fortschreitende Wachstum der Stadt führte dazu, dass der Turia immer weniger Wasser führte und bald nur noch als schmales Gewässer durch das alte Flussbett verlief. Dennoch gab es immer wieder Überschwemmungen, die viele Menschenleben kosteten. Als Reaktion wurden Maßnahmen zur Unterbindung weiterer solcher Katastrophen durch den Bau von Dämmen ergriffen.
Im Oktober des Jahres 1957 führten heftige Regenereignisse vor allem im Norden von Valencia dazu, dass der Turia sein Flussbett verließ und weite Teile der valencianischen Innenstadt überflutet wurden. Diese Flutkatastrophe  forderte mindestens 81 Todesopfer und richtete zudem erhebliche materielle Schäden an. Nach der Flut wurde daher der „Plan Sur“ beschlossen, der eine Umleitung des Turia südlich um die Stadt herum vorsah und der seither bei dem  Hafen von Valencia in das Mittelmeer mündet. Anstelle des Flusses sollte nun eine Stadtautobahn durch das alte Flussbett geführt werden. Diese Pläne wurden nach dem Ende von Francisco Francos Diktatur nicht weiterverfolgt.
Stattdessen wurden in den 1980er-Jahren Maßnahmen zur Umgestaltung des alten Turia-Flussbettes zu einer großen Parkanlage vorangetrieben, den Jardines del Turia. Dabei sollte eine abwechslungsreiche Umgebung mit verschiedenartigen Grün- und Freizeitanlagen entstehen, die für die gesamte Stadtbevölkerung zugängig ist. Die Anlage wurde in Abschnitte unterteilt, die sich durch die Pflanzenarten und die Nutzung voneinander unterscheiden.

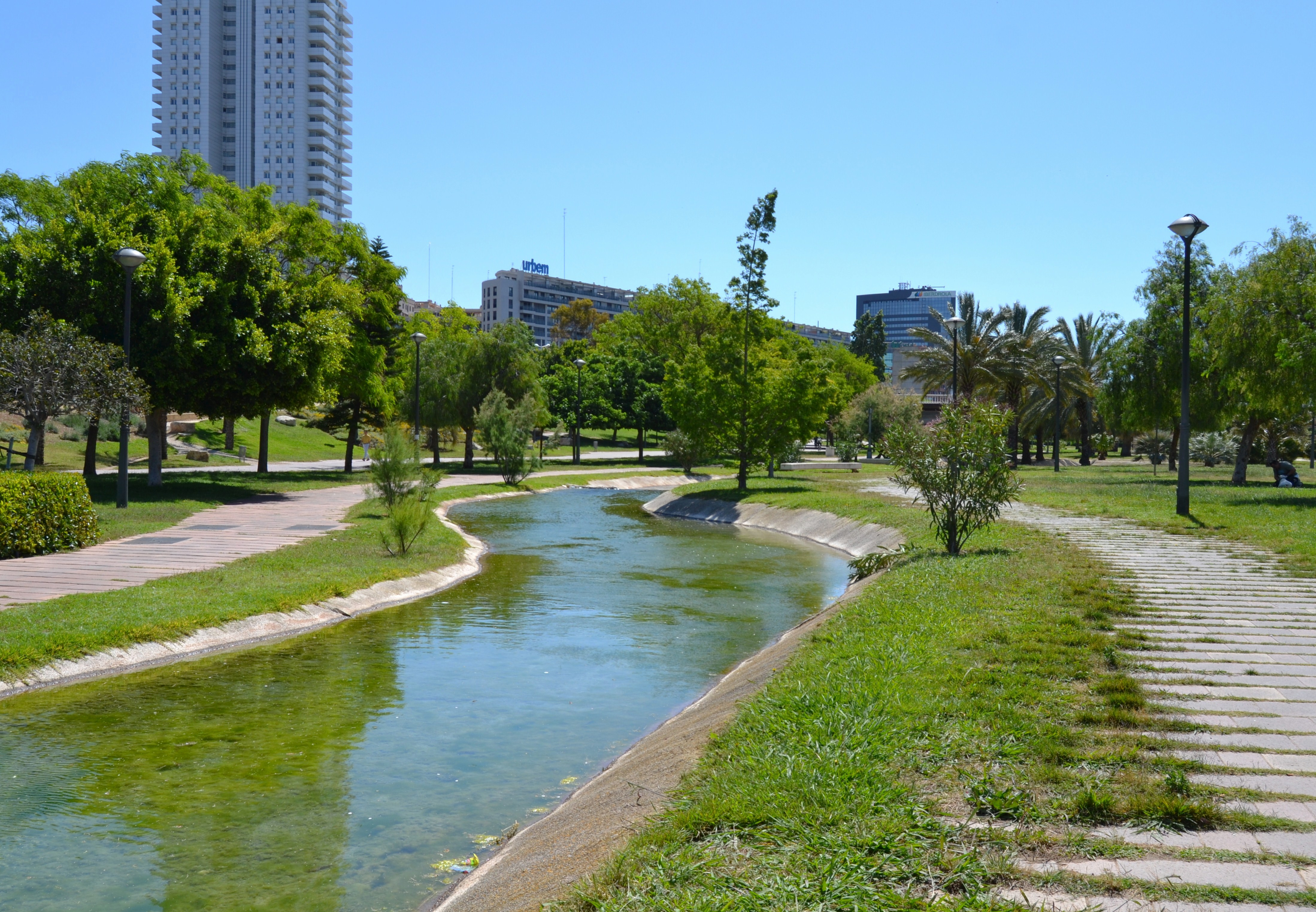
Altwasser (2013)

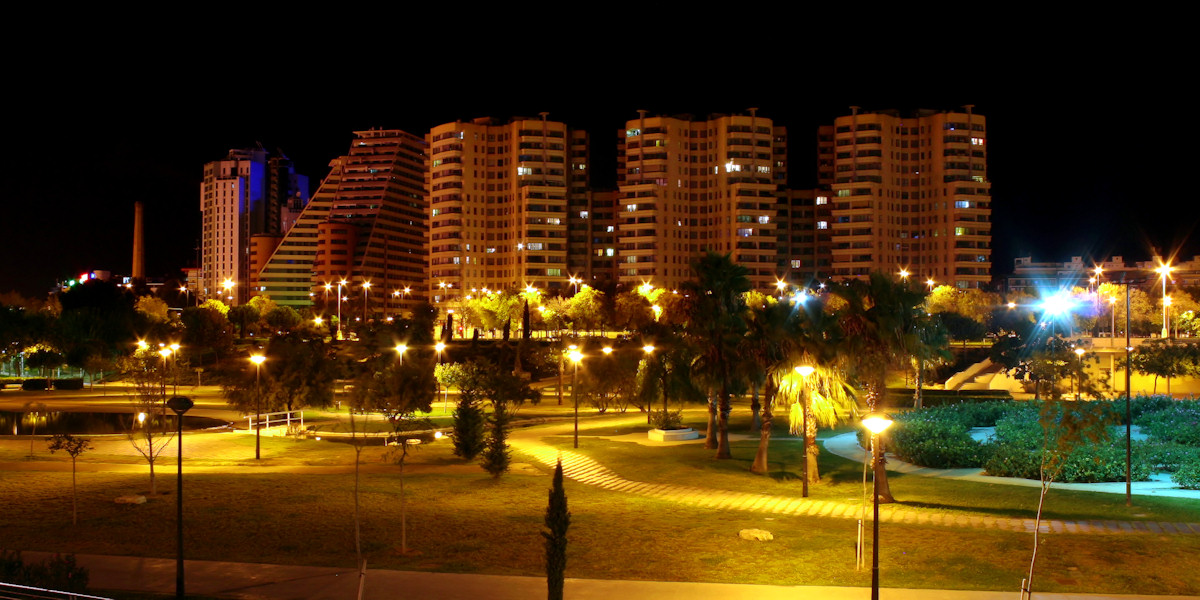
Nachtstimmung (2010)

## Beschreibung
Den Beginn der Jardines del Turia bilden im Nordwesten der Parque de Cabecera und die daran angrenzenden Tiergehege des Bioparc Valencia.
Der nächste Abschnitt befindet sich östlich davon zwischen dem Puente de Nou d’Octubre und dem Puente de Campanar. Dieser Bereich zeichnet sich durch einen hohen Baumbestand aus, der den Besuchern in den heißen Sommermonaten Schatten bieten soll.
Der sich östlich von diesem Abschnitt gelegene Bereich zwischen dem Puente de Campanar und dem Puente de las Glorias Valencianas bietet mit einem vom Sportamt der Stadt verwalteten Leichtathletikstadion Raum für sportliche Aktivitäten.
Im nächsten Bereich zwischen dem Puente de las Glorias Valencianas und dem Torres de Serranos finden sich weitere Sportanlagen, darunter eine Joggingstrecke, sowie ein Fußball- und ein Baseballfeld. Daneben zeichnet sich auch dieser Abschnitt der Parkanlage durch einen hohen Baumbestand aus, der die Parkbesucher vor der Sonneneinstrahlung schützen soll. In diesem Bereich wird das ehemalige Flussbett vom Puente de las Artes, dem Puente de San José Siglo und dem Puente des Serranos überspannt.
Vom früheren Stadttor Torres de Serranos aus führen die Jardines del Turia in südöstlicher Richtung weiter. Neben weiteren Grünanlagen finden sich hier weitere Sportstätten. Dieser Bereich des Parks führt bis zum Palau de la Música und wird vom Pont de Fusta, dem Puente de la Trinidad, dem Puente del Real, dem Puente de la Exposición, dem Puente de las Flores und dem Puente de Aragón überquert. Vor dem Palau de la Música befindet sich ein großes Wasserbecken.
Zwischen dem Puente del Ángel Custodio und dem Puente del Reino befindet sich der Parque Gulliver. Dieser setzt sich südlich des Puente del Reino weiter fort. Der Parque Gulliver bietet Raum für die jugendlichen Besucher des Parks und beinhaltet als Hauptattraktion ein 70 Meter langes und im Maximum 7,50 m hohes Abbild der Hauptfigur „Gulliver“ aus dem Roman Gullivers Reisen des irischen Schriftstellers Jonathan Swift. Südlich des Puente del Reino befinden sich unter anderem eine Cafeteria, ein Minigolfplatz und ein Skatepark.
Am südöstlichen Ende gehen die Jardines del Turia in die Ciudad de las Artes y las Ciencias über.